# Arbach (Wildebach)
Der Arbach ist ein 3,77 km langer Bach im nordrhein-westfälischen Kreis Siegen-Wittgenstein und ein rechter Zufluss des Wildebachs bei Salchendorf im südlichen Siegerland.

## Geographie

### Verlauf
Der Arbach entspringt an der Großen Rausche auf 391 m Höhe und fließt südlich an einem Pfannenberger Ausläufer, genannt Spiesgebirge vorbei. Im oberen Teil durchfließt der Bach einen Teich. Er verläuft weiter südlich in Richtung Ort und fließt da teils in Rohren weit unterhalb der Hauptstraße Salchendorfs und später direkt neben Bahnschienen entlang. Die „Hell“, ein Bergausläufer des Hofstätter Waldes trennt dann das Arbachtal vom Gutenbachtal. Er unterquert die Verbindungsstraße nach Wilden und fließt 230 m durch ein Rohr und mündet in diesen in den Wildebach.

### Zuflüsse
| Bach    | Länge   | Seite  | Mündungshöhe |
| ------- | ------- | ------ | ------------ |
| Zufluss | 0,67 km | links  | 308 m ü. NHN |
| Zufluss | 1,11 km | rechts | 293 m ü. NHN |

### Berge
- Große Rausche (439,5 m, Quelle)
- Pfannenberg (499,2 m, rechts)
- Hellenkopf (343,7 m, links)
- Gipfel (namenlos) (485,5 m, rechts)

## Geschichte
Zu Beginn des 19. Jahrhunderts bildete sich in einem Seitental im oberen Arbachtal die Gewerkschaft Arbacher Einigkeit durch die Konsolidation mehrerer Grubenfelder. Im Laufe der Zeit entwickelte sich die Grube zur Bedeutendsten Eisenerzgrube im Freien Grund. 1810 folgte die Konsolidation mehrerer Felder am Pfannenberghang zur Grube Pfannenberger Einigkeit. Während Die Grube Arbach 1901 ihre Förderung einstellte, förderte die Grube Pfannenberg 1902 bereits über 60.000 t Erz. Sie wurde 1965 als letzte große Grube im Kreis Siegen stillgelegt. Der Wodanstolln am Talanfang diente den Gruben Rennseifen und Heidenberg als Erbstollen und ist heute Besucherbergwerk. 1907 wurde eine Anschlussbahn der Freien Grunder Eisenbahn im Arbachtal in Betrieb genommen, die Schienen werden heute noch genutzt. Sie verlaufen östlich parallel zum Arbach das Tal hinauf und überqueren den Bach noch vor der Quelle in einer Spitzkehre in Richtung Pfannenberg.